# ウォンレイとリィエン
ウォンレイとリィエンは、雷句誠の漫画『金色のガッシュ!!』および同作を原作としたテレビアニメ『金色のガッシュベル!!』の登場人物。

## ウォンレイ
声 - 石田彰
- 本の色：薄い青紫
- 人間換算年齢：15歳
- 身長：清麿（172cm）と同等程度
- 好きな食べ物：魚、杏仁豆腐、麻婆茄子
- 趣味：カンフー、竹馬、碁、茶を飲むこと

ガッシュの仲間。長い銀髪にカンフー服を着用している。優しく穏やかな性格で、「守る王」を目標とする。ガッシュたちに助けられたことで彼らと友達になった。パートナーであり恋人でもあるリィエンに対しては、彼女に自身の戦う姿を焼き付けさせることで「リィエンの心の中で生き続ける」ことを約束している。
術（格闘属性）と拳法を組み合わせて戦い、清麿曰く「俺たち（ガッシュと清麿）よりずっと強い」とのこと。ツァオロンの「ザオウ・ギルエルド」やガッシュの「ザケルガ」を生身の体で受け止めるほどの頑丈な体を持つ。
石版編ではゾフィスとの戦いにも協力し、デモルトの「ゼモルク」で重傷を負うが、一命を取り留める。ファウード編ではリィエンが呪いをかけられたため止むを得ずリオウ側にいたが、ファウード復活後はガッシュ側に再び協力する。リィエンを救うため世界の人々を犠牲にしようとしたことを悔やみ、ガッシュたちを守るために一人でウンコティンティンに立ち向かった。裏切り者である自分を救った清麿を愚弄するウンコティンティンに怒り、ボロボロになりながらもリィエンの力を借りて勝利する。自爆しようとするウンコティンティンから身を挺してリィエンたちを守り魔界に帰っていった（自爆する前にリィエンが恵に頼んで本に火を点けさせた）。魔界に帰る直前、自分の髪留め（裏には「ずっと一緒に」と刻まれている）を残しており、その髪留めはリィエンが大切に持っている。
その後、クリア完全体との戦いでガッシュの金色の本を通して出現。クリア完全体の放つ消滅エネルギーから見事にガッシュたちを守りきってみせた。
アニメ版ではガッシュたちを先に行かせてロデュウに一騎討ちを挑む。リィエンとの連携で力の差を見せつけ、ファウードの力を得てパワーアップしたロデュウの最大呪文と自身の最大呪文の激突の衝撃で魔本が燃えてしまうが、最後までリィエンを守りきり魔界へ送還された。

### 呪文
1. レルド
八角形の小型の盾を出す。他者が使う防御術に比べて小さく、強度もやや低いが任意に動かすことが出来る。
2. バウレン
腕の強化呪文。アニメ版で登場したが、後に少年サンデーにて公式に存在が明かされた。
3. レドルク
足の強化呪文。移動にも使われる。
4. ゴウ・バウレン
「バウレン」の強化版。波動を帯びた拳による一撃を繰り出す。
5. ゴウ・レドルク
「レドルク」の強化版。波動を帯びた蹴りを繰り出す。
6. ガンズ・バウレン
パンチの乱打を繰り出す。
7. ガル・レドルク
体を回転させながら、相手目掛けてドロップキックを繰り出す。
8. ラオウ・ディバウレン
3本の尻尾を持つ巨大な白虎型のエネルギーを放つ。
9. ゴライオウ・ディバウレン
「ラオウ・ディバウレン」の強化版でウォンレイの最大術。5本の尻尾と漆黒の爪を持つ巨大な白虎型のエネルギーを放つ。ディオガ級における威力。
10. ゴウ・レルド
「レルド」の強化版。大きな盾を出す。
11. ロウフォウ・ディバウレン
巨大な白虎の爪を出現させ相手を攻撃する。
12. ガーフォウ・ディバウレン
巨大な白虎の口を出現させ相手を攻撃する。
13. ディオ・レドルク
「ゴウ・レドルク」の強化版。より威力がある蹴りを繰り出す。
14. シン・ゴライオウ・ディバウレン
「ゴライオウ・ディバウレン」の強化版で「シン」の術の一つ。魔界へ戻り魂だけの存在になったが、ガッシュの「自分たちを助けたい」という思いを感じ取り、ガッシュを助けたいと思った時に、ガッシュの金色の本に現れた呪文。
15. バウセン
ゲームオリジナル呪文。気を放つ。
16. バウルク
ゲームオリジナル呪文。身体強化の術。

## リィエン
声 - 池澤春菜
- 誕生日：3月4日
- 年齢：16歳
- 血液型：O型
- 身長：165cm
- 家族構成：祖父（中国人）・祖母（日本人）・父（リィ・バクロン）
- 趣味：拳法、買い物、食事
- 好きな食べ物：杏仁豆腐、麻婆豆腐
- 好きなタイプ：ウォンレイ

ウォンレイの本の持ち主。「恋」と書かれたシニヨンキャップ（父から貰った特注品）で団子状に纏めた黒髪が特徴の少女。「〜ある」が口癖。香港マフィアの首領の娘という境遇ゆえにまともに男性と付き合ったことが無かったが、ウォンレイと出会い相思相愛の仲となる。
父という障害を乗り越え、祖父母の下で限られた時間の中ささやかながらも幸せな日々を送る。いずれ恋仲であるウォンレイと別れなければならない現実を真正面から受け止める芯の強さも持ち合わせており、そんな彼女とウォンレイの姿は恵に大きな力を与えている。本の真の力を発揮させた数少ない一人。祖母は日本在住であるため、クォーターでもある（モチノキ町に住んでいる模様）。拳法は物心ついた時からやっている。
アニメ版では、石版の門番の「この中で美しいのは誰だ!」という問いに対し「言えないある!私が美しいなんて言えないある〜」と大胆に回答したり（第79話）、ウォンレイを尻に敷いたりする一面も見られた。怒らせると非常に怖く、ウォンレイが知らない女性と浮気している（リィエンの勘違い）と思った際は近くにあった木を滅茶苦茶に折ったり、ウォンレイに肘鉄を喰らわせた。アニメ版では唯一、カップルのキスシーンが描かれている。